# Giovanni Mario Crescimbeni

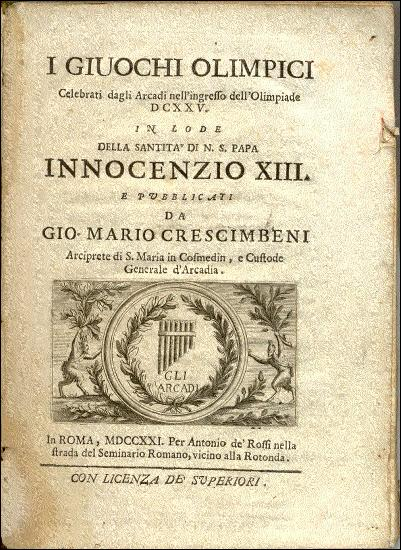
Jocurile Olimpice

Giovanni Mario Crescimbeni (n. 9 octombrie 1663, Macerata, Marchia Anconitana, Statele Papale – d. 8 martie 1728, Roma, Statele Papale) a fost un poet și critic literar italian.

## Opera
- 1695: Elvio ("Elvio");
- 1695 - 1723: Versuri ("Rime")
- 1698: Istoria poeziei italiene ("Istoria della volgar poesia");
- 1702 - 1712: Frumusețea poeziei italiene ("La bellezza della volgar poesia");
- 1709: Arcadia ("Arcadia").

Crescimbeni a fost unul din întemeietorii academiei literare Arcadia (1690).